# Walter Siegmann
Walter Siegmann (* 26. Dezember 1910 in Degersheim, Kanton St. Gallen; † 3. Dezember 2002 in Winterthur, Kanton Zürich; heimatberechtigt in Bettwiesen und Zürich; reformiert) war ein Schweizer Politiker der Schweizerischen Volkspartei (SVP), Militär und Unternehmer.

## Leben
Walter Siegman wurde 1910 in Degersheim (Kanton St. Gallen) geboren. Er besuchte die Kantonsschule Schaffhausen. Danach absolvierte er ein Rechtsstudium an der Universität Zürich und erhielt 1938 das Zürcher Notariatspatent.
Bekannt wurde er mit der von ihm 1942 gegründeten „UTO Treuhand- und Verwaltungs AG“, später der „UTO Grundstücke AG“ (Verwaltung eigener und fremder Liegenschaften). Zu der Unternehmensgruppe gehörten auch die „UTO Ring AG“ (Verkauf von Ferienwohnungen in der Schweiz und im Ausland), die „UTO Wohnbau AG“ (Erstellung von Einfamilienhäusern und ganzen Siedlungen mit Einfamilienhauscharakter), die „UTO Bauten AG“ (Generalunternehmung) und die „UTO Einkauf AG“ (Einkauf für alle UTO-Unternehmen). Der Name UTO bezog sich auf den Uto Kulm, dem Hausberg der Stadt Zürich. Dachgesesellschaft aller UTO-Firmen war die „Walter Siegmann Holding AG“. Über diese erwarb Siegmann 1963 die „Effekten- und Verwaltungsbank AG“ in St. Gallen. Er benannte diese in „Uto Bank“ um und verlegte ihren Hauptsitz nach Zürich.
Siegmann war Mitglied der Partei „Landesring der Unabhängigen“ (LdU), ab 1959 Mitglied der „Bauern-, Gewerbe- und Bürgerpartei“ (BGB) bzw. ab 1971 der „Schweizerische Volkspartei“ (SVP). Er war auch Präsident der BGB in der Stadt Zürich. Von 1959 bis 1963 war Siegmann für die BGB im Schweizer Nationalrat. Er setzte sich für die Einführung des Stockwerkeigentums ein und machte militärpolitische Vorstösse, u. a. für eine bessere Ausrüstung der Schweizer Armee und für neue Panzerübungsplätze.
Walter Siegmann gründete 1944 die „Wohn- und Siedlungsgenossenschaft Zürich“ (WSGZ), um bei der damaligen Wohnungsknappheit den Bedürfnissen des Mittelstandes nachzukommen. Die Genossenschaft hat über tausend Wohnungen gebaut. Walter Siegmann präsidierte sie bis 1999.
Siegmann gründete 1955 die Gönnervereinigung der „Stadtmusik Zürich“. Von 1968 bis 1987 war er deren Präsident, 1980 Ehrentrompeter und ab 1987 Ehrenpräsident. Er war auch Präsident der Schulpflege Kloten.
Zudem diente Siegmann in der Schweizer Armee als Oberst und Kriegskommissär des Armeestabs.

## Familie
Walter Siegmann war der Sohn des Josef Hermann Siegmann, Stationsvorstands, und der Anna Elsa geb. Weber. Er war in erster Ehe mit Marta Alice Elisabeth Büeler und in zweiter Ehe mit Marianna Binder verheiratet.

## Ehrungen
- 1958: Ehrenbürger von Bettwiesen, Kanton Thurgau;